# Команчи Крик (Колорадо)
Команчи Крик (енгл. Comanche Creek) насељено је место без административног статуса у америчкој савезној држави Колорадо.

## Демографија
По попису из 2010. године број становника је 369.
| Група             | 2000.    | 2010.       |
| Белци             | 0 (0,0%) | 320 (86,7%) |
| Афроамериканци    | 0 (0,0%) | 6 (1,6%)    |
| Азијати           | 0 (0,0%) | 1 (0,3%)    |
| Хиспаноамериканци | 0 (0,0%) | 34 (9,2%)   |
| Укупно            | 0        | 369         |